# Thomas Webster (żeglarz)
Thomas Campbell Webster (ur. 25 grudnia 1909 w Los Angeles, zm. 31 stycznia 1981 tamże) – amerykański żeglarz sportowy, medalista olimpijski.
Podczas letnich igrzysk olimpijskich w Los Angeles (1932) zdobył złoty medal w żeglarskiej klasie 8 metrów, wspólnie z Owenem Churchillem, Williamem Cooperem, Karlem Dorseyem, Johnem Biby, Robertem Suttonem, Pierpontem Davisem, Alanem Morganem, Alphonse’em Burnandem, Johnem Huettnerem, Richardem Moore’em i Kennethem Careyem.
Tom Webster był członkiem klubu California Yacht Club. Brał udział w ostatnich próbach przedolimpijskich w klasie 8 metrów, żeglując w załodze Pierponta Davisa (jacht Santa Maria), która zajęła drugie miejsce, za jachtem Angelita Owena Churchilla. Podczas zawodów olimpijskich, Churchill do swojej załogi włączył również sześciu członków załogi Davisa, dzięki czemu każdy mógł wystartować w co najmniej jednym wyścigu i zdobyć złoty medal.